# Pražský kraj
Pražský kraj byl správní celek v Československu, který existoval v letech 1948–1960. Do značné míry se jeho území krylo s územím současného Středočeského kraje. Jeho centrem byla Praha. V roce 1955 měl Pražský kraj (již bez Prahy) rozlohu 9 605 km².

## Historický vývoj
V letech 1850–1862 ještě existoval Pražský kraj jiného rozsahu. Tento kraj vznikl ve středních Čechách dne 24. prosince 1948 na základě zákona o krajském zřízení, při níž bylo k 31. prosinci 1948 zrušeno zemské zřízení. Krajský národní výbor byl zřízen k 1. lednu 1949. Do 16. května 1954 bylo jeho součástí i území hlavního města Prahy, které se pak od 17. května 1954 na základě zákona o národních výborech stalo samostatným celkem a Ústřední národní výbor hlavního města Prahy byl postaven na roveň ostatním krajským národním výborům.
Dne 1. července 1960 byla na základě zákona o územním členění státu většina území Pražského kraje začleněna do nově zřízeného Středočeského kraje, pouze malá část území se stala součástí nově zřízeného kraje Jihočeského, na západě pak Západočeského.

## Geografie
Na severu sousedil s krajem Libereckým, na severovýchodě s krajem Hradeckým, na východě s krajem Pardubickým, na jihovýchodě s krajem Jihlavským, na jihu s krajem Českobudějovickým, na jihozápadě s krajem Plzeňským, na západě s krajem Karlovarským a na severozápadě s krajem Ústeckým.

## Administrativní členění
Kraj se členil na hlavní město Prahu (do roku 1954) a 26 okresů: Benešov, Beroun, Brandýs nad Labem, Český Brod, Dobříš, Hořovice, Kladno, Kolín, Kralupy nad Vltavou, Kutná Hora, Mělník, Mladá Boleslav, Nové Strašecí, Nymburk, Poděbrady, Praha-jih, Praha-sever, Praha-východ, Praha-západ, Příbram, Rakovník, Říčany, Sedlčany, Slaný, Vlašim a Votice.